# 2015年アジアラグビーチャンピオンシップ・ディビジョン1
2015年アジアラグビーチャンピオンシップ・ディビジョン1（2015ねんアジアラグビーチャンピオンシップ・ディビジョン1、英語: 2015 Asian Rugby Championship Division 1）は、アジアラグビーによるラグビーの国際大会。2015年アジアラグビーチャンピオンシップにおけるディビジョンの一つで、トップ3に次ぐ2番目のディビジョンである。
前年まで開催されていたアジア5カ国対抗からの改編により発足した大会であり、フィリピンのブラカン州ボカウェにあるフィリピン・スポーツ・スタジアムにおいて、2015年5月に集中開催方式で開催された。大会形式はノックアウト方式のトーナメント戦であり、2014年アジア5カ国対抗でトップ5から降格となった下位2カ国と、ディビジョン1に残留した上位2カ国の、計4カ国により争われた。
このディビジョンの優勝国は、トップ3の最下位国と一発勝負の入替戦「トップ3チャレンジ」を実施する。入替戦に勝利した国は2016年のトップ3に所属し、入替戦に敗退した国は2016年のディビジョン1に所属する。また最下位の1カ国は2016年のディビジョン2に降格となる。

## 出場国
2015年アジアラグビーチャンピオンシップ・ディビジョン1の出場国は、以下の通り。
- フィリピン（2014年トップ5、4位）
- スリランカ（2014年トップ5、5位）
- カザフスタン（2014年ディビジョン1、上位）
- シンガポール（2014年ディビジョン1、上位）

## 成績
{{Round4-with third
```
 
 | 2015年5月6日 | 
 
スリランカ
 | 
35
 | 
 
カザフスタン
 | 14
 
 | 2015年5月6日 | 
 
フィリピン
 | 
20
 | 
 
シンガポール
 | 17
 
 | 2015年5月9日 | 
 
スリランカ
 | 
27
 | 
 
フィリピン
 | 14
 
 | 2015年5月9日 | 
 
カザフスタン
 | 
32
 | 
 
シンガポール
 | 12
```

}}

## 試合結果

### 準決勝
| 2015年5月6日 14:00 PST (UTC+08) | スリランカ | 35 – 14 | カザフスタン | フィリピン・スポーツ・スタジアム（ブラカン州ボカウェ） |
| 2015年5月6日 14:00 PST (UTC+08) |            |         |              | フィリピン・スポーツ・スタジアム（ブラカン州ボカウェ） |

| 2015年5月6日 16:00 PST (UTC+08) | フィリピン | 20 – 17 | シンガポール | フィリピン・スポーツ・スタジアム（ブラカン州ボカウェ） |
| 2015年5月6日 16:00 PST (UTC+08) |            |         |              | フィリピン・スポーツ・スタジアム（ブラカン州ボカウェ） |

### 3位決定戦
| 2015年5月9日 16:00 PST (UTC+08) | カザフスタン | 32 – 12 | シンガポール | フィリピン・スポーツ・スタジアム（ブラカン州ボカウェ） |
| 2015年5月9日 16:00 PST (UTC+08) |              |         |              | フィリピン・スポーツ・スタジアム（ブラカン州ボカウェ） |

### 決勝
| 2015年5月9日 18:00 PST (UTC+08) | フィリピン | 14 – 27 | スリランカ | フィリピン・スポーツ・スタジアム（ブラカン州ボカウェ） |
| 2015年5月9日 18:00 PST (UTC+08) |            |         |            | フィリピン・スポーツ・スタジアム（ブラカン州ボカウェ） |